# 연애, 그 참을 수 없는 가벼움
"연애, 그 참을 수 없는 가벼움"은 김해곤 감독의 로맨스 영화이다.

## 캐스팅
- 김승우 : 영운 역
- 장진영 : 연아 역
- 선우용여 : 영운 모 역
- 김상호 : 전 상무 역
- 남성진 : 준희 역
- 오정세 : 태구 역
- 박민규 : 철이 역
- 홍재성 : 작업남 역

## 수상
- 2006년 제5회 대한민국 영화대상
  - 여우주연상 - 장진영
- 2007년 제30회 황금촬영상
  - 최우수 인기여우상 - 장진영